# 和歌山県道・奈良県道53号高野天川線
和歌山県道・奈良県道53号高野天川線（わかやまけんどう・ならけんどう53ごう こうやてんかわせん）は、和歌山県伊都郡高野町から奈良県吉野郡天川村に至る主要地方道（和歌山県道・奈良県道）である。通称・高野大峯街道。

## 概要

### 路線データ
- 総延長：47.685km（和歌山県 実延長：8.385km　奈良県：39.3km）
- 起点：和歌山県伊都郡高野町大字高野山（国道480号交点）
- 終点：奈良県吉野郡天川村大字川合（国道309号交点、川合交差点）

## 歴史
- 1993年（平成5年）5月11日 - 建設省（現・国土交通省）から、一般県道川合阪本線・一般県道今井阪本線・一般県道川津高野線の一部・一般県道高野辻堂線の一部が高野天川線として主要地方道に指定される[1]。
- 1994年（平成6年）4月1日 - 和歌山県と奈良県が路線認定[2][3]。
- 2016年（平成28年）12月27日 - 和歌山県伊都郡高野町大字高野山において国道371号および国道480号の区域変更に伴い、大門から西門院は国道480号から[4]、西門院から奥の院前を経て国道371号分岐点は国道371号から[5]、それぞれ高野天川線の道路区域となる[6]。

## 路線状況
高野町大門交差点から同町中の橋交差点までは国道480号と国道371号の旧道区間である。
順次2車線化がすすめられているが、離合困難な部分が多数残る。奈良県内の単独区間の大部分は天の川に沿っており、急峻な勾配は少ない。

### 重複区間
- 国道371号（和歌山県伊都郡高野町大字高野山 地内）
- 奈良県道733号川津高野線（奈良県吉野郡野迫川村大字池津川 - 奈良県吉野郡野迫川村大字柞原）
- 国道168号（奈良県五條市山際 - 奈良県五條市阪本）

## 地理

### 通過する自治体
- 和歌山県
  - 伊都郡高野町
- 奈良県
  - 吉野郡野迫川村 - 五條市 - 吉野郡天川村

### 主な接続路線
| 交差する道路            | 交差する場所 | 交差する場所   | 交差する場所   | 交差する場所                           | 備考 |
| ----------------------- | ------------ | -------------- | -------------- | -------------------------------------- | ---- |
| 国道480号               | 和歌山県     | 伊都郡高野町   | （大字高野山） |                                        |      |
| 国道371号               | 和歌山県     | 伊都郡高野町   | （大字高野山） |                                        |      |
| 奈良県道733号川津高野線 | 奈良県       | 吉野郡野迫川村 | （大字池津川） |                                        |      |
| 奈良県道733号川津高野線 | 奈良県       | 吉野郡野迫川村 | （大字柞原）   |                                        |      |
| 国道168号               | 奈良県       | 五條市         | 山際           | ※ここから五條市阪本まで国道168号と重複 |      |
| 国道168号               | 奈良県       | 五條市         | 阪本           |                                        |      |
| 国道309号               | 奈良県       | 吉野郡天川村   | 川合           |                                        |      |

※ 交差する場所の括弧書きは地名、それ以外は交差点名で表示

### 沿線
- 高野山
- 天河大弁財天社
- 天の川温泉